# دوشیزه دنیا ۲۰۱۶
دوشیزه دنیا ۲۰۱۶، شصت‌وششمین دوره از رقابت‌های دوشیزه دنیا است که ۲۸ آذر ۱۳۹۵ در MGM National Harbor واقع در آکسان هیل-گلاسمانور، مریلند، ایالات متحده آمریکا در جنوب واشینگتن، دی.سی. برگزار شد. ۱۱۷ شرکت‌کننده از سراسر دنیا برای کسب تاج این مسابقات با هم رقابت کردند. این دومین بار است که ایالات متحده میزبان برگزاری این رقابت‌ها می‌باشد. در پایان مراسم میریا لالاگوئنا از اسپانیا، امسال تاج را بر روی سر استفانی دل واله از کشور پورتوریکو گذاشت.

## نتایج

### تعیین سطح
| نتیجه نهایی       | مسابقه دهنده |
| دوشیزه دنیا ۲۰۰۱۶ | - پورتوریکو – استفانی دل واله |
| اولین مقام دوم    | - جمهوری دومینیکن – اریتزا ریس |
| دومین مقام دوم    | - اندونزی – ناتاشا منوولا |
| ۵ برترین          | - فیلیپین – کاتریونا گری - کنیا – Evelyn Thungu |
| ۱۱ برترین         | - بلژیک – Lenty Frans - برزیل – Beatrice Fontoura - چین – Jing Kong - کره جنوبی – Hyun Wang - مغولستان – Bayartsetseg Altangerel § - ایالات متحده آمریکا - Audra Mari                                                                                                 |
| ۲۰ برترین         | - استرالیا – Madeline Cowe - جزایر کوک – Natalia Short - فرانسه – Morgane Edvige - غنا – Antoinette Delali Kemavor - مجارستان – Tímea Gelencsér - هند – Priyadarshini Chatterjee - ژاپن – Priyanka Yoshikawa - اسلواکی – Kristína Činčurová - تایلند – Jinnita Buddee |

§ برنده توسط مردم انتخاب شد

### قاره‌ای[۴]
| گروه قاره‌ای | قاره                               |
| آفریقا      | - کنیا – Evelyn Thungu             |
| آمریکا      | - ایالات متحده آمریکا – Audra Mari |
| آسیا        | - اندونزی – Natasha Mannuela       |
| کارائیب     | - جمهوری دومینیکن – Yaritza Reyes  |
| اروپا       | - بلژیک – Lenty Frans              |
| اقیانوسیه   | - استرالیا – Madeline Cowe         |

## رویدادهای چالشی
برگزار کنندگان دوشیزه دنیا ۲۰۱۶ برای این دوره از رقابت‌ها سیستمی را در نظر گرفته‌اند که هر یک از شرکت کننده‌ها در ۵ چالش اصلی با هم به رقابت می‌پردازند و ۲۰ نفرات برتر از بین آن‌ها مشخص می‌شود. ۵ چالش این دوره از رقابت‌ها شامل: ورزشی، مدل، استعدادهای درخشان، چند رسانه‌ای و زیبایی با هدف می‌باشد.

### ورزش
دوشیزه جزایر کوک برنده چالش ورزشی شد و اولین نفری بود که به مرحله یک چهارم نهایی صعود کرد.
| نتیجه نهایی    | مسابقه دهنده |
| برنده          | - جزایر کوک - Natalia Short |
| اولین مقام دوم | - کرواسی - Angélica Zacchigna |
| دومین مقام دوم | - مالت - Anthea Zammit |
| تیم آبی        | - آروبا - Lynette Do Nascimento - بلغارستان - Galina Mihaylova - دانمارک - Helena Heuser - هندوراس - Kerelyne Campigotti Webster - مجارستان - Tímea Gelencsér - مونته‌نگرو - Katarina Keković - اسپانیا - Raquel Tejedor - اروگوئه - Romina Trotto |
| تیم قرمز       | - استرالیا - Madeline Cowe - جزایر کیمن - Monyque Brooks - جزایر کوک - Natalia Short - انگلستان - Elizabeth Grant - جبل طارق - Kayley Mifsud - مالت - Anthea Zammit - اسکاتلند - Lucy Kerr - ایالات متحده آمریکا - Audra Mari                     |
| تیم سفید       | - اتریش - Dragana Stanković - کرواسی - Angélica Zacchigna - جمهوری چک - Natálie Kotková - جمهوری دومینیکن - Yaritza Reyes - لتونی - Linda Kinca - نیوزیلند - Karla De Beer - پاناما - Alessandra Bueno - سنگاپور - Bhamaa Padmanathan             |

### برترین مدل‌ها
دوشیزه چینی برنده چالش برترین مدل شد این چالش در تاریخ ۱۵ دسامبر ۲۰۱۶ برگزار شده بود. و به عنوان دومین نفر به مرحله یک چهارم نهایی راه یافت.
| نتیجه نهایی    | مسابقه دهنده                                     |
| برنده          | - چین - Jing Kong                                |
| اولین مقام دوم | - اندونزی - Natasha Mannuela                     |
| دومین مقام دوم | - جمهوری دومینیکن - Yaritza Reyes                |
| ۵ برترین       | - فرانسه - Morgane Edvige - کنیا - Evelyn Thungu |

### استعدادهای درخشان
برگزار کنندگان دوشیزه دنیا با همکاری Mobstar در مورد برترین استعداد درخشان، از مردم رای‌گیری کردند و دوشیزه مغولستان به عنوان برترین استعداد درخشان انتخاب شد و به عنوان سومین نفر به مرحله یک چهارم نهایی صعود کرد.
| نتیجه نهایی | مسابقه دهنده |
| برنده       | - مغولستان - Bayartsetseg Altangerel |
| ۱۰ برترین   | - کانادا - Anastasia Lin - شیلی - Antonia Figueroa - کرواسی - Angélica Zacchigna - مجارستان - Tímea Gelencsér - لتونی - Linda Kinca - مالت - Anthea Zammit - فیلیپین - Catriona Gray - لهستان - Kaja Klimkiewicz - اوکراین - Oleksandra Kucherenko                                                                           |
| ۲۱ برترین   | - جزایر کوک - Natalia Short - جمهوری چک - Natálie Kotková - اکوادور - Mirka Cabrera - فیجی - Pooja Priyanka - هند - Priyadarshini Chatterjee - پورتوریکو - Stephanie Del Valle - روسیه - یانا دابروولسکایا - اسکاتلند - Lucy Kerr - صربستان - Katarina Šulkić - اسلوونی - Maja Taradi - آفریقای جنوبی - Ntandoyenkosi Kunene |

### چند رسانه
دوشیزه فیلیپین برنده چالش چند رسانه‌ای شد و به عنوان چهارمین نفر به مرحله یک چهارم نهایی صعود کرد. انتخاب برنده این چالش براساس پست‌های افراد بر روی فیس بوک و توییتر انتخاب شدند.
| نتیجه نهایی | مسابقه دهنده              |
| برنده       | - فیلیپین - Catriona Gray |

### زیبایی هدفمند
پنج فینالیست این مرحله در ۱۷ دسامبر ۲۰۱۶ معرفی شدند و دوشیزه اندونزی در طی شب نهایی برنده زیبایی هدفمند نامگذاری شد و به عنوان پنجمین نفر به مرحله یک چهارم نهایی دوشیزه دنیا ۲۰۱۶ راه یافت.
| نتیجه نهایی | مسابقه دهنده                                                                                             |
| برنده       | - اندونزی - Natasha Mannuela                                                                             |
| ۵ برترین    | - هند - Priyadarshini Chatterjee - کنیا - Evelyn Thungu - نپال - Asmi Shrestha - فیلیپین - Catriona Gray |

## شرکت کنندگان
۱۱۷ نماینده در دوشیزه دنیا ۲۰۱۶ رقابت کردند:
| کشور / سرزمین                | شرکت‌کننده                   | سن | قد                       | شهر                   |
| ---------------------------- | --------------------------- | -- | ------------------------ | --------------------- |
| دوشیزه آلبانی                | Ëndrra Kovaçi               | ۲۱ | ۱٫۷۱ متر (۵ فوت ۷ اینچ)  | تیرانا                |
| دوشیزه آنتیگوا و باربودا     | Latisha Greene              | ۲۴ | ۱٫۷۲ متر (۵ فوت ۸ اینچ)  | سینت جانز             |
| دوشیزه آرژانتین              | Camila Macias               | ۱۹ | ۱٫۷۴ متر (۵ فوت ۹ اینچ)  | کوردوبا، آرژانتین     |
| دوشیزه آروبا                 | Lynette Do Nascimento       | ۲۳ | ۱٫۷۰ متر (۵ فوت ۷ اینچ)  | اورنجستاد             |
| دوشیزه استرالیا              | Madeline Cowe               | ۲۴ | ۱٫۷۸ متر (۵ فوت ۱۰ اینچ) | Tully                 |
| دوشیزه اتریش                 | Dragana Stanković           | ۲۰ | ۱٫۷۳ متر (۵ فوت ۸ اینچ)  | ترایزکیرشن            |
| دوشیزه باهاما                | Ashley Hamilton             | ۲۴ | ۱٫۸۰ متر (۵ فوت ۱۱ اینچ) | جزیره لانگ، باهاما    |
| دوشیزه بلاروس                | Polina Borodacheva          | ۲۳ | ۱٫۷۶ متر (۵ فوت ۹ اینچ)  | مینسک                 |
| دوشیزه بلژیک                 | Lenty Frans                 | ۲۲ | ۱٫۶۸ متر (۵ فوت ۶ اینچ)  | آنتورپ                |
| دوشیزه بلیز                  | Iris Salguero               | ۲۱ | ۱٫۷۶ متر (۵ فوت ۹ اینچ)  | بلموپان               |
| دوشیزه بولیوی                | Leyda Suarez                | ۲۰ | ۱٫۸۰ متر (۵ فوت ۱۱ اینچ) | Tarija                |
| دوشیزه بوسنی و هرزگوین       | Halida Krajišnik            | ۱۹ | ۱٫۷۸ متر (۵ فوت ۱۰ اینچ) | ژیوینیتسه             |
| دوشیزه بوتسوانا              | Thata Kenosi                | ۲۱ | ۱٫۷۸ متر (۵ فوت ۱۰ اینچ) | گابورون               |
| دوشیزه برزیل                 | Beatrice Fontoura           | ۲۶ | ۱٫۷۸ متر (۵ فوت ۱۰ اینچ) | گویانیا               |
| دوشیزه جزایر ویرجین انگلستان | Kadia Turnbull              | ۲۵ | ۱٫۷۹ متر (۵ فوت ۱۰ اینچ) | رود تاون              |
| دوشیزه بلغارستان             | Galina Mihaylova            | ۲۶ | ۱٫۷۵ متر (۵ فوت ۹ اینچ)  | صوفیه                 |
| دوشیزه کانادا                | آناستازیا لین               | ۲۶ | ۱٫۶۸ متر (۵ فوت ۶ اینچ)  | تورنتو                |
| دوشیزه جزایر کیمن            | Monyque Brooks              | ۲۴ | ۱٫۷۲ متر (۵ فوت ۸ اینچ)  | West Bay              |
| دوشیزه شیلی                  | Antonia Figueroa            | ۲۱ | ۱٫۷۵ متر (۵ فوت ۹ اینچ)  | Coquimbo              |
| دوشیزه چین                   | Jing Kong                   | ۲۱ | ۱٫۷۸ متر (۵ فوت ۱۰ اینچ) | پکن                   |
| دوشیزه کلمبیا                | Shirley Atehortua           | ۲۳ | ۱٫۸۰ متر (۵ فوت ۱۱ اینچ) | پریرا (کلمبیا)        |
| دوشیزه جزایر کوک             | Natalia Short               | ۲۲ | ۱٫۷۷ متر (۵ فوت ۱۰ اینچ) | آواروآ                |
| دوشیزه کاستاریکا             | Melania González            | ۲۵ | ۱٫۷۶ متر (۵ فوت ۹ اینچ)  | سان خوزه (کاستاریکا)  |
| دوشیزه ساحل عاج              | Esther Memel                | ۲۰ | ۱٫۷۸ متر (۵ فوت ۱۰ اینچ) | یاموسوکرو             |
| دوشیزه کرواسی                | Angélica Zacchigna          | ۲۲ | ۱٫۷۵ متر (۵ فوت ۹ اینچ)  | پازین                 |
| دوشیزه کوراسائو              | Sabrina Namias de Castro    | ۲۰ | ۱٫۷۰ متر (۵ فوت ۷ اینچ)  | ویلمستاد              |
| دوشیزه قبرس                  | María Moráru                | ۲۳ | ۱٫۷۵ متر (۵ فوت ۹ اینچ)  | نیکوزیا               |
| دوشیزه جمهوری چک             | Natálie Kotková             | ۲۲ | ۱٫۷۳ متر (۵ فوت ۸ اینچ)  | پراگ                  |
| دوشیزه دانمارک               | Helena Heuser               | ۲۰ | ۱٫۷۸ متر (۵ فوت ۱۰ اینچ) | شیلند                 |
| دوشیزه جمهوری دومنیک         | Yaritza Reyes               | ۲۳ | ۱٫۷۶ متر (۵ فوت ۹ اینچ)  | سانتو دومینگو         |
| دوشیزه کنگو                  | Andrea Moloto               | ۲۵ | ۱٫۷۶ متر (۵ فوت ۹ اینچ)  | کینشاسا               |
| دوشیزه اکوادور               | Mirka Cabrera               | ۲۲ | ۱٫۷۱ متر (۵ فوت ۷ اینچ)  | ماچالا                |
| دوشیزه مصر                   | Nadeen Osama El Sayed       | ۱۸ | ۱٫۶۹ متر (۵ فوت ۷ اینچ)  | قاهره                 |
| دوشیزه السالوادور            | Ana Cortez                  | ۲۱ | ۱٫۶۶ متر (۵ فوت ۵ اینچ)  | سانتا آنا، السالوادور |
| دوشیزه انگلستان              | Elizabeth Grant             | ۲۰ | ۱٫۸۳ متر (۶ فوت ۰ اینچ)  | پرستون (لانکاشیر)     |
| دوشیزه گینه استوایی          | Anunciación Ongueme Esono   | ۲۱ | ۱٫۷۰ متر (۵ فوت ۷ اینچ)  | Micomeseng            |
| دوشیزه فی جی                 | Pooja Priyanka              | ۲۵ | ۱٫۷۵ متر (۵ فوت ۹ اینچ)  | Ba                    |
| دوشیزه فنلاند                | Heta Sallinen               | ۲۱ | ۱٫۷۰ متر (۵ فوت ۷ اینچ)  | تورکو                 |
| دوشیزه فرانسه                | Morgane Edvige              | ۲۰ | ۱٫۷۷ متر (۵ فوت ۱۰ اینچ) | Le François           |
| دوشیزه گرجستان               | Viktoria Kocherova          | ۲۱ | ۱٫۷۶ متر (۵ فوت ۹ اینچ)  | تفلیس                 |
| دوشیزه آلمان                 | Selina Kriechbaum           | ۲۱ | ۱٫۷۵ متر (۵ فوت ۹ اینچ)  | فرانکفورت             |
| دوشیزه غنا                   | Antoinette Delali Kemavor   | ۲۱ | ۱٫۷۶ متر (۵ فوت ۹ اینچ)  | آکرا                  |
| دوشیزه جبل طارق              | Kayley Mifsud               | ۲۴ | ۱٫۷۱ متر (۵ فوت ۷ اینچ)  | جبل طارق              |
| جزیره گوادلوپ                | Magalie Adelson             | ۲۳ | ۱٫۷۶ متر (۵ فوت ۹ اینچ)  | باس-تر                |
| دوشیزه گوام                  | Phoebe Denight Palisoc      | ۱۷ | ۱٫۷۲ متر (۵ فوت ۸ اینچ)  | تامونینگ              |
| دوشیزه گواتمالا              | Melanie Espina              | ۲۲ | ۱٫۶۸ متر (۵ فوت ۶ اینچ)  | گواتمالاسیتی          |
| گینه                         | Safiatou Baldé              | ۲۱ | ۱٫۷۲ متر (۵ فوت ۸ اینچ)  | کوناکری               |
| گینه بیسائو                  | Sandra Araújo               | ۱۹ | ۱٫۷۰ متر (۵ فوت ۷ اینچ)  | بیسائو                |
| دوشیزه گویان                 | Nuriyyih Gerrard            | ۲۵ | ۱٫۷۷ متر (۵ فوت ۱۰ اینچ) | جرج‌تاون               |
| دوشیزه هاییتی                | Suzana Sampeur              | ۲۱ | ۱٫۷۵ متر (۵ فوت ۹ اینچ)  | پورتو پرنس            |
| دوشیزه هندوراس               | Kerelyne Campigotti Webster | ۱۸ | ۱٫۷۵ متر (۵ فوت ۹ اینچ)  | El Progreso           |
| دوشیزه مجارستان              | Tímea Gelencsér             | ۲۲ | ۱٫۷۱ متر (۵ فوت ۷ اینچ)  | بوداپست               |
| دوشیزه ایسلند                | Anna Orlowska               | ۲۲ | ۱٫۷۳ متر (۵ فوت ۸ اینچ)  | ریکیاویک              |
| دوشیزه هند                   | Priyadarshini Chatterjee    | ۲۰ | ۱٫۷۲ متر (۵ فوت ۸ اینچ)  | گواتی                 |
| دوشیزه اندونزی               | Natasha Mannuela            | ۲۲ | ۱٫۷۳ متر (۵ فوت ۸ اینچ)  | پانگکال پینانگ        |
| دوشیزه ایرلند                | Niamh Kennedy               | ۲۲ | ۱٫۷۸ متر (۵ فوت ۱۰ اینچ) | Portroe               |
| دوشیزه اسرائیل               | Karin Alia                  | ۱۸ | ۱٫۷۲ متر (۵ فوت ۸ اینچ)  | تل‌آویو                |
| دوشیزه ایتالیا               | Giada Tropea                | ۱۸ | ۱٫۷۷ متر (۵ فوت ۱۰ اینچ) | لامتزیا ترمه          |
| دوشیزه جامائیکا              | Ashlie Barrett              | ۲۱ | ۱٫۸۰ متر (۵ فوت ۱۱ اینچ) | کینگستون              |
| دوشیزه ژاپن                  | Priyanka Yoshikawa          | ۲۲ | ۱٫۷۰ متر (۵ فوت ۷ اینچ)  | توکیو                 |
| دوشیزه قزاقستان              | Alia Mergenbaeva            | ۱۸ | ۱٫۷۵ متر (۵ فوت ۹ اینچ)  | آق‌تاو                 |
| دوشیزه کنیا                  | Evelyn Njambi Thungu        | ۲۲ | ۱٫۷۸ متر (۵ فوت ۱۰ اینچ) | نایروبی               |
| دوشیزه کره                   | Hyun Wang                   | ۲۱ | ۱٫۷۳ متر (۵ فوت ۸ اینچ)  | سئول                  |
| دوشیزه قرقیزستان             | Perizat Rasulbek-Kyzy       | ۱۸ | ۱٫۷۵ متر (۵ فوت ۹ اینچ)  | بیشکک                 |
| دوشیزه لتونی                 | Linda Kinca                 | ۱۸ | ۱٫۷۵ متر (۵ فوت ۹ اینچ)  | Ķekava                |
| دوشیزه لبنان                 | Sandy Tabet                 | ۲۱ | ۱٫۷۴ متر (۵ فوت ۹ اینچ)  | بحمدون                |
| دوشیزه لسوتو                 | Rethabile Tsosane           | ۲۱ | ۱٫۷۹ متر (۵ فوت ۱۰ اینچ) | ماسرو                 |
| دوشیزه مالزی                 | Tatiana Kumar               | ۱۸ | ۱٫۷۱ متر (۵ فوت ۷ اینچ)  | کوالا لامپور          |
| دوشیزه مالت                  | Anthea Zammit               | ۲۲ | ۱٫۷۵ متر (۵ فوت ۹ اینچ)  | زبوگ                  |
| دوشیزه موریتانی              | Véronique Allas             | ۲۰ | ۱٫۶۷ متر (۵ فوت ۶ اینچ)  | پورت‌لوئیس             |
| دوشیزه مکزیک                 | Ana Girault                 | ۲۵ | ۱٫۸۲ متر (۶ فوت ۰ اینچ)  | مکزیکو سیتی           |
| دوشیزه مولداوی               | Daniela Marin               | ۱۸ | ۱٫۸۱ متر (۵ فوت ۱۱ اینچ) | Leova                 |
| دوشیزه مغولستان              | Bayartsetseg Altangerel     | ۲۶ | ۱٫۷۲ متر (۵ فوت ۸ اینچ)  | اولان‌باتور            |
| دوشیزه مونتنگرو              | Katarina Keković            | ۲۲ | ۱٫۸۰ متر (۵ فوت ۱۱ اینچ) | پودگوریتسا            |
| دوشیزه میانمار               | Myat Thiri Lwin             | ۱۸ | ۱٫۷۲ متر (۵ فوت ۸ اینچ)  | نایپیداو              |
| دوشیزه نپال                  | Asmi Shrestha               | ۲۳ | ۱٫۷۳ متر (۵ فوت ۸ اینچ)  | Tandi                 |
| دوشیزه هلند                  | Rachelle Reijnders          | ۲۴ | ۱٫۷۵ متر (۵ فوت ۹ اینچ)  | آمستردام              |
| دوشیزه نیوزلند               | Karla De Beer               | ۲۳ | ۱٫۷۱ متر (۵ فوت ۷ اینچ)  | آوکلند                |
| دوشیزه نیکاراگوئه            | María Laura Ramírez         | ۱۹ | ۱٫۷۴ متر (۵ فوت ۹ اینچ)  | Masaya                |
| دوشیزه نیجریه                | Debbie Collins              | ۲۴ | ۱٫۷۵ متر (۵ فوت ۹ اینچ)  | لاگوس                 |
| دوشیزه ایرلند شمالی          | Emma Carswell               | ۲۱ | ۱٫۷۶ متر (۵ فوت ۹ اینچ)  | بلفاست                |
| دوشیزه پاناما                | Alessandra Bueno            | ۲۵ | ۱٫۷۷ متر (۵ فوت ۱۰ اینچ) | پاناماسیتی            |
| دوشیزه پاراگوئه              | Simone Freitag              | ۲۱ | ۱٫۷۴ متر (۵ فوت ۹ اینچ)  | سیوداد دل استه        |
| دوشیزه پرو                   | Pierina Wong                | ۲۵ | ۱٫۷۵ متر (۵ فوت ۹ اینچ)  | لامبایکه، پرو         |
| دوشیزه فیلیپین               | Catriona Gray               | ۲۲ | ۱٫۷۵ متر (۵ فوت ۹ اینچ)  | آلبای                 |
| دوشیزه لهستان                | Kaja Klimkiewicz            | ۱۹ | ۱٫۷۵ متر (۵ فوت ۹ اینچ)  | Glinojeck             |
| دوشیزه پرتغال                | Cristiana Viana             | ۱۹ | ۱٫۷۴ متر (۵ فوت ۹ اینچ)  | والبوم                |
| دوشیزه پورتوریکو             | Stephanie Del Valle         | ۱۹ | ۱٫۷۶ متر (۵ فوت ۹ اینچ)  | سان خوآن              |
| دوشیزه رومانی                | Diana Dinu                  | ۲۲ | ۱٫۷۳ متر (۵ فوت ۸ اینچ)  | بخارست                |
| دوشیزه روسیه                 | یانا دابروولسکایا           | ۱۹ | ۱٫۷۳ متر (۵ فوت ۸ اینچ)  | تیومن                 |
| دوشیزه رواندا                | Jolly Mutesi                | ۲۰ | ۱٫۷۶ متر (۵ فوت ۹ اینچ)  | کیگالی                |
| دوشیزه اسکاتلند              | Lucy Kerr                   | ۱۹ | ۱٫۷۴ متر (۵ فوت ۹ اینچ)  | دونبارتونشر شرقی      |
| دوشیزه صربستان               | Katarina Šulkić             | ۱۸ | ۱٫۷۸ متر (۵ فوت ۱۰ اینچ) | بلگراد                |
| دوشیزه سیشل                  | Christine Barbier           | ۲۴ | ۱٫۷۷ متر (۵ فوت ۱۰ اینچ) | ویکتوریا (سیشل)       |
| دوشیزه سیرالئون              | Aminata Adialin Bangura     | ۲۲ | ۱٫۷۳ متر (۵ فوت ۸ اینچ)  | Port Loko             |
| دوشیزه سنگاپور               | Bhaama Padmanathan          | ۲۴ | ۱٫۷۳ متر (۵ فوت ۸ اینچ)  | سنگاپور               |
| دوشیزه اسلواکی               | Kristína Činčurová          | ۱۹ | ۱٫۸۰ متر (۵ فوت ۱۱ اینچ) | لوچنتس                |
| دوشیزه اسلونی                | Maja Taradi                 | ۲۶ | ۱٫۷۶ متر (۵ فوت ۹ اینچ)  | لیوبلیانا             |
| دوشیزه آفریقای جنوبی         | Ntandoyenkosi Kunene        | ۲۴ | ۱٫۷۴ متر (۵ فوت ۹ اینچ)  | Mkhondo               |
| دوشیزه سودان جنوبی           | Akuany Ayuen                | ۲۳ | ۱٫۸۰ متر (۵ فوت ۱۱ اینچ) | جوبا                  |
| دوشیزه اسپانیا               | Raquel Tejedor              | ۲۰ | ۱٫۸۰ متر (۵ فوت ۱۱ اینچ) | ساراگوسا              |
| دوشیزه سریلانکا              | Amritaa De Silva            | ۲۳ | ۱٫۷۱ متر (۵ فوت ۷ اینچ)  | کلمبو                 |
| دوشیزه سنت لوسیا             | La Toya Moffat              | ۲۴ | ۱٫۷۲ متر (۵ فوت ۸ اینچ)  | کاستریس               |
| دوشیزه سوئد                  | Emma Strandberg             | ۲۰ | ۱٫۷۶ متر (۵ فوت ۹ اینچ)  | استکهلم               |
| دوشیزه تانزانیا              | Diana Luqumay               | ۱۸ | ۱٫۷۲ متر (۵ فوت ۸ اینچ)  | دودوما                |
| دوشیزه تایلند                | Jinnita Buddee              | ۲۳ | ۱٫۷۳ متر (۵ فوت ۸ اینچ)  | Chiang Rai            |
| دوشیزه ترینیداد و توباگو     | Daniella Walcott            | ۲۴ | ۱٫۷۰ متر (۵ فوت ۷ اینچ)  | پرت آو اسپاین         |
| دوشیزه تونس                  | Mariem Hammami              | ۲۲ | ۱٫۷۶ متر (۵ فوت ۹ اینچ)  | باجه (تونس)           |
| دوشیزه ترکیه                 | Buse Iskenderoğlu           | ۱۹ | ۱٫۸۱ متر (۵ فوت ۱۱ اینچ) | آنکارا                |
| دوشیزه اوگاندا               | Leah Kagasa                 | ۲۱ | ۱٫۷۵ متر (۵ فوت ۹ اینچ)  | کامپالا               |
| دوشیزه اوکراین               | Oleksandra Kucherenko       | ۱۹ | ۱٫۷۵ متر (۵ فوت ۹ اینچ)  | کی‌یف                  |
| دوشیزه آمریکا                | Audra Mari                  | ۲۲ | ۱٫۷۷ متر (۵ فوت ۱۰ اینچ) | فارگو، داکوتای شمالی  |
| دوشیزه اروگوئه               | Romina Trotto               | ۱۹ | ۱٫۷۸ متر (۵ فوت ۱۰ اینچ) | مونته‌ویدئو            |
| دوشیزه جزایر ویرجین          | Kyrelle Thomas              | ۱۸ | ۱٫۷۹ متر (۵ فوت ۱۰ اینچ) | شارلوت آمالی          |
| دوشیزه ونزوئلا               | Diana Croce                 | ۱۹ | ۱٫۷۶ متر (۵ فوت ۹ اینچ)  | Calabozo              |
| دوشیزه ویتنام                | Diệu Ngọc Trương Thị        | ۲۶ | ۱٫۸۰ متر (۵ فوت ۱۱ اینچ) | دانانگ                |
| دوشیزه ولز                   | Ffion Moyle                 | ۲۳ | ۱٫۷۰ متر (۵ فوت ۷ اینچ)  | Carmarthen            |

## توضیحات

### اولین حضور
- رواندا

### بازگشت
آخرین رقابت در ۱۹۹۰:
- جزایر کوک

آخرین رقابت در ۲۰۰۸:
- آنتیگوآ و باربودا
- جمهوری دموکراتیک کنگو

آخرین رقابت در ۲۰۱۰:
- سنت لوسیا

آخرین رقابت در ۲۰۱۱:
- جزایر کیمن

آخرین رقابت در ۲۰۱۲:
- سیرالئون

آخرین رقابت در ۲۰۱۳:
- گینه بیسائو

آخرین رقابت در ۲۰۱۴:
- بلاروس
- کانادا
- مصر
- گینه استوایی
- غنا
- اسرائیل

### نامگذاری‌های
- آنتیگوا و باربودا – لاتیشا گرین از سوی رئیس‌جمهور آنتیگوا و باربودا به عنوان دوشیزه آنتیگوا و باربودا انتخاب شده بود.[۹]
- جزایر ویرجین انگلستان – کادیا ترنبال از سوی مدیر مراسم ملی دوشیزه جزایر ویرجین بریتانیا به عنوان دوشیزه جزایر ویرجین انتخاب شده‌است.
- کاستاریکا - ملانیا گونزالس از سوی Allan Aleman، برگزارکننده مراسم دوشیزه کاستاریکا، به عنوان دوشیزه کاستاریکا انتخاب شده بود.
- السالوادور - آنا کورتز توسط Telecorporacion Salvadorena به عنوان دوشیزه السالوادور در سال ۲۰۱۶ انتخاب شد. این مؤسسه دارنده مجوز برگزاری مراسم انتخاب دوشیزه سال در السالوادور می‌باشد. آنا کورتز به عنوان مجری تلویزیونی و دی جی در یک شرکت مشغول بکار بود.

### انصراف دهنده‌ها
- برمودا– مراسم انتخاب دوشیزه برمه به دلیل نداشتن حامی مالی برگزار نشد.
- کامرون – دوشیزه کامرون به دلیل مشکل ویزا نتوانست در مراسم امسال شرکت نماید.
- اتیوپی – دوشیزه اتیوپی از شرکت در مراسم امسال انصراف داد.
- گابن – مراسم دوشیزه گابون به دلیل آشفتگی سیاسی و ناآرامی‌های این کشور برگزار نشد.
- مقدونیه شمالی – به دلیل نداشتن حامی مالی این کشور هیچ نماینده‌ای نداشت.
- نامیبیا – لیزل استرهویزن در مراسم امسال رقابت نخواهد کرد زیرا Conny Maritz، برگزارکننده مراسم دوشیزه نامیبیا، تصمیم گرفته بود که وی را فقط به مراسم دوشیزه جهانی سال ۲۰۱۶ بفرستد و دلیل این تصمیم نداشتن حامی مالی برای رقابت‌ها اعلام شده‌است.
- نروژ – به دلیل نداشتن حامی مالی این کشور هیچ نماینده‌ای نداشت.
- ساموآ – به دلیل نداشتن حامی مالی این کشور هیچ نماینده‌ای نداشت.
- سنت کیتس و نویس– به دلیل نداشتن حامی مالی این کشور هیچ نماینده‌ای نداشت.
- زامبیا – فینال مراسم دوشیزه زامبیا برای یک روز قبل از مراسم امسال برنامه‌ریزی شده بود که آن هم به تعویق افتاد.
- زیمبابوه – رئیس برگزارکننده مراسم دوشیزه زیمبابوه، مراسم امسال این کشور را به دلیل نداشتن کیفیت لازم برای رقابت‌های بین‌المللی لغو نمود.[۱۰]

## تقاطع
شرکت کنندگانی که قبلاً رقابت کرده‌اند یا در دیگر جشنواره‌های زیبایی بین‌المللی رقابت خواهند کرد:
| دوشیزه جهان - ۲۰۱۳: جمهوری دومینیکن: Yaritza Reyes (۱۰ برترین) - ۲۰۱۵: نیجریه: Debbie Collins - ۲۰۱۶: جزایر کیمن: Monyque Brooks - ۲۰۱۶: آفریقای جنوبی: Ntandoyenkosi Kunene دوشیزه بین‌الملل - ۲۰۱۴: مغولستان: Bayartsetseg Altangerel - ۲۰۱۵: کاستاریکا: Melania González دوشیزه زمین - ۲۰۱۵: مغولستان: Bayartsetseg Altangerel (۱۶ برترین) Reina Hispanoamericana - ۲۰۱۳: جمهوری دومینیکن: Yaritza Reyes (Virreina) - ۲۰۱۶: آرژانتین: Camila Macias - ۲۰۱۶: کوراسائو: Sabrina Namias de Castro - ۲۰۱۶: اروگوئه: Romina Trotto Reinado Internacional del Café - ۲۰۱۵: کاستاریکا: Melania González - ۲۰۱۶: نیکاراگوئه: María Laura Ramírez - ۲۰۱۶: آلمان: Selina Kriechbaum Reina Mundial del Banano - ۲۰۱۶: هائیتی: Suzana Sampeir (3rd Runner-up) برترین مدل‌های دنیا - ۲۰۱۵: آلمان: Selina Kriechbaum (۱۷ برترین) · (نماینده دریای بالتیک) Miss Tourism Queen International - ۲۰۱۵: نیوزیلند: Karla De Beer World Miss University - ۲۰۱۶: کاستاریکا: Melania González Miss Universal Peace and Humanity - ۲۰۱۵: فیجی: Pooja Priyanka · (نماینده استرالیا) Miss United Continents - ۲۰۱۴: کاستاریکا: Melania González Elite Model Look - ۲۰۱۲: ونزوئلا: Diana Croce - ۲۰۱۴: اروگوئه: Romina Trotto Miss Freedom of the World - ۲۰۱۵: پاراگوئه: Simone Freitag Miss Globe International - ۲۰۱۵: سنت لوسیا: La Toya Moffat Miss Teenager Universe - ۲۰۱۰: آروبا: Lynette Do Nascimento (3rd Runner-up) Miss Teen International - ۲۰۱۰: آروبا: Lynette Do Nascimento (Winner) |

## پخش تلویزیونی جهانی
| - افغانستان: ئی! - الجزایر: ئی! - آنگولا: ZAP - آنگویلا: Direct TV - آنتیگوآ و باربودا: Direct TV - آرژانتین: Direct TV - آروبا: Direct TV - استرالیا: ئی! - جمهوری آذربایجان: ئی! - باهاما: Direct TV - باربادوس: Direct TV - بلاروس: Second national TV Channel - بلژیک: ئی! - برمودا: Direct TV - بولیوی: Unitel - بنین: ئی! - بوسنی و هرزگوین: ئی! - بوتسوانا: BTV - برزیل: Rede Brasil - جزایر ویرجین انگلستان: Direct TV - برونئی: ئی! - بورکینافاسو: ئی! - بوروندی: ئی! - کامبوج: ئی! - کامرون: ئی! - کانادا: ئی! - کیپ ورد: ئی! - جزایر کیمن: Direct TV - شیلی: Direct TV - چین: Tecent - کلمبیا: Direct TV - کوراسائو: TDS - قبرس: Sigma TV - دانمارک: STAR! - دومینیکا: Direct TV - جمهوری دومینیکن: Direct TV - اکوادور: Direct TV - مصر: Dalycartoon - السالوادور: Kanal 2 - انگلستان: London Live, DRG TV - استونی: STAR! - اتیوپی: ETV - فیجی: Fiji Broadcast Corporation - فنلاند: STAR! - فرانسه: Paris Première - گرجستان: Telemedia - آلمان: ئی! - غنا: GBC - یونان: Star Channel - گرنادا: Direct TV - جزیره گوادلوپ: Paris Première - گواتمالا: Canal 11 - هائیتی: Direct TV - هندوراس: Telesistema - هنگ کنگ: Star World - اسرائیل: STAR! - هند: Zee Cafe - اندونزی: RCTI - ایران: من‌وتو - عراق: LBC - جمهوری ایرلند: ئی! - جزیره من: ئی! - ایتالیا: ئی! - جامائیکا: ئی! - ژاپن: Star World - اردن: LBC - کنیا: Royal Media Services Ltd - کویت: LBC - کره جنوبی: T Cast - لائوس: Star World - لتونی: STAR! - لبنان: LBC | - لیتوانی: Lietuvos rytas TV - لوکزامبورگ: STAR! - ماکائو: Star World - مقدونیه شمالی: Sitel - مالزی: Star World - مالدیو: Star World - مارتینیک: Paris Première - موریس: MBC - مکزیک: تله ویسا - ایالات فدرال میکرونزی: Star World - مغولستان: MNC TV - مونتسرات: Direct TV - مراکش: LBC - موزامبیک: STV - میانمار: Star World - نامیبیا: NBC - نائورو: Star World - هلند: ئی! - کالدونیای جدید: FOT - نیکاراگوئه: Canal 2 - نیجریه: Silverbird - نیوزیلند: TV2 - ایرلند شمالی: DRG TV - نروژ: STAR! - Pacific Islands: Star World - پاکستان: ATV - پالائو: Star World - پاناما: Telemetro - پاپوآ گینه نو: Star World - پاراگوئه: La Tele - پرو: Direct TV - فیلیپین: شبکه جی‌ام‌ای - لهستان: Polsat - پرتغال: Sic Internacional - پورتوریکو: E!,Direct TV, تلموندو - روسیه: آرتی، Star World - عربستان سعودی: LBC - سنت کیتس و نویس: Direct TV - سنت لوسیا: Direct TV - سنت مارتین: Direct TV - سنت وینسنت و گرنادین‌ها: Direct TV - اسکاتلند: DRG TV - سیشل: SBC - سنگاپور: MediaCorp Channel 5 - جزایر سلیمان: Star World - سومالی: LBC - آفریقای جنوبی: SABC 3 - سودان جنوبی: SSTV - اسپانیا: Mediaset Espana - سوریه: LBC - سودان: SNBC - اسواتینی: Swazi TV - سوئد: STAR! - تایوان: Star World - تانزانیا: TVZ - تایلند: Channel 3 - ترینیداد و توباگو: CNC3 - ترکیه: استار - جزایر تورکس و کایکوس: Direct TV - اوگاندا: UBC - اوکراین: NTU - اروگوئه: Direct TV - امارات متحده عربی: LBC - ایالات متحده آمریکا: ئی!, ایکس‌باکس لایو - جزایر ویرجین: Direct TV - وانواتو: Star World - ونزوئلا: Venevisión - ویتنام: VTV - ولز: DRG TV - یمن: LBC - زامبیا: ZNBC - زیمبابوه: ZBC |